# Matisia samariensis
Matisia samariensis är en malvaväxtart som först beskrevs av José Cuatrecasas, och fick sitt nu gällande namn av José Cuatrecasas. Matisia samariensis ingår i släktet Matisia och familjen malvaväxter. Inga underarter finns listade i Catalogue of Life.